# Novalis College

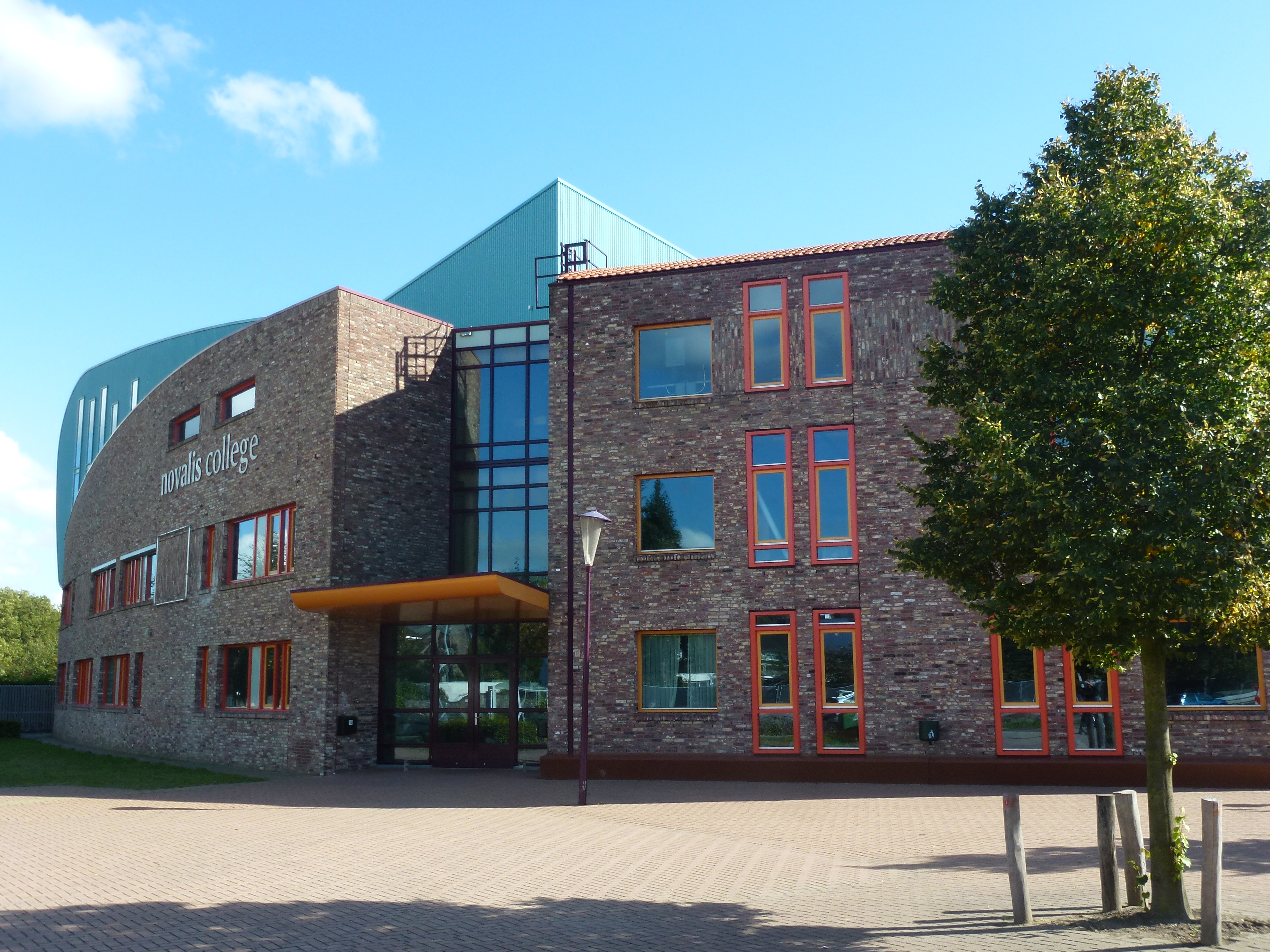
Novalis College

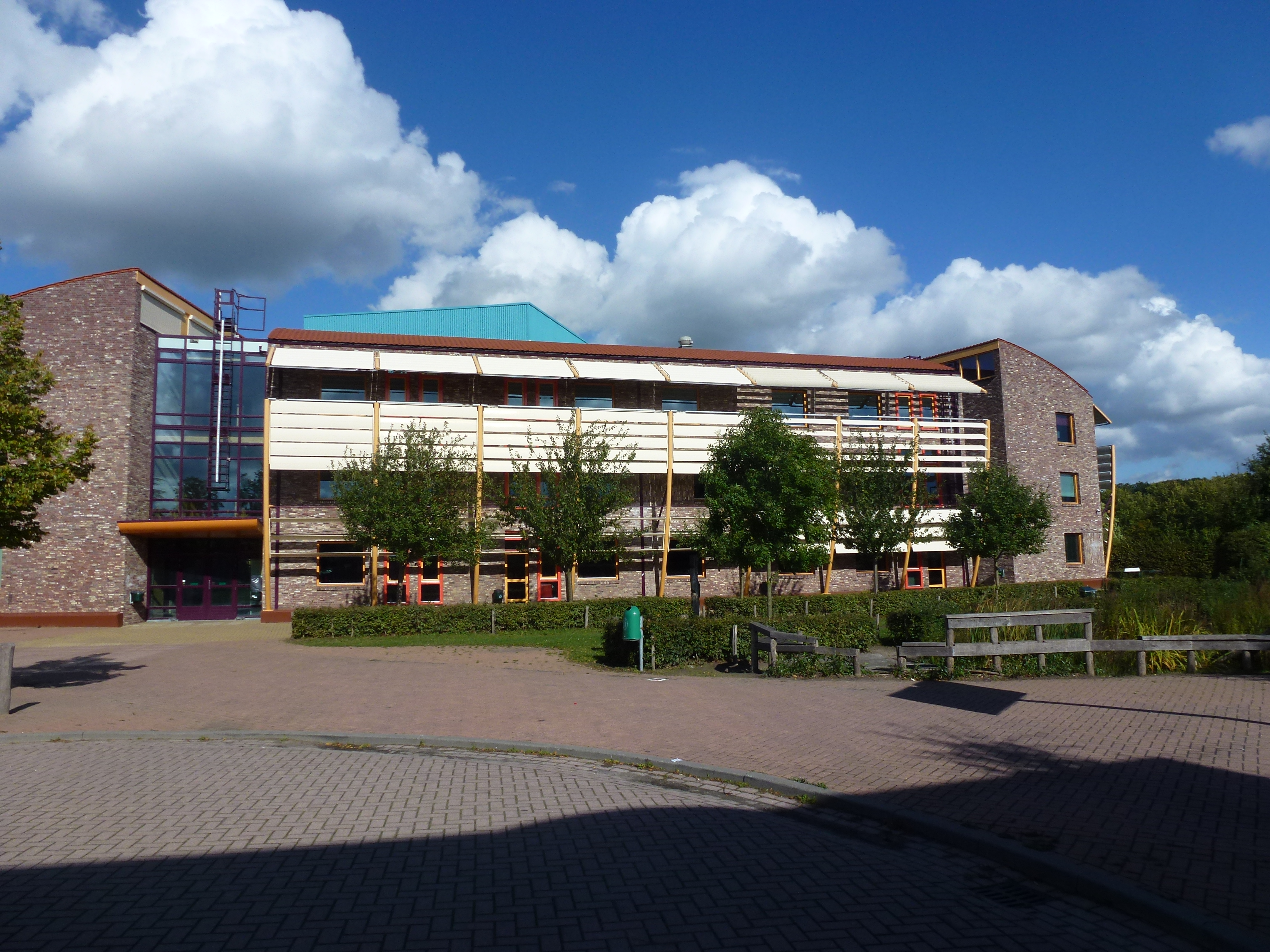
Novalis College

Het Novalis College is een Vrije School voor voortgezet onderwijs te Eindhoven, gelegen aan de Sterrenlaan 16.

## Geschiedenis
Het vrijeschoolonderwijs is in Eindhoven gestart in 1972. In 2000 werd het onderwijs gesplitst in een basisschool (Vrije School Brabant) en een scholengemeenschap voor vmbo-t, havo en vwo, die de naam Novalis College kreeg.
Deze school was tot 2007 gevestigd in de voormalige Sint-Petrusschool, een RK basisschool voor jongens en later een gemengde school, gebouwd in 1926 en gelegen aan de Woenselsestraat 316 in de wijk Vlokhoven. Dit pand heeft, nadat genoemde basisschool er uit was vertrokken, diverse scholen gehuisvest en is tegenwoordig geklasseerd als gemeentelijk monument.
Het nieuwe pand van het Novalis College werd in 2006 opgeleverd en valt op door een overheersende blauwe stalen constructie, die zich op het dak bevindt en een gymzaal omsluit. Door leerlingen werd het gebouw daarom ook wel "de walvis genoemd". 
Tijdens de ontwerpfase heeft duurzaamheid van het toekomstige gebouw veel aandacht gekregen: Gevels zijn opgebouwd uit hergebruikte bakstenen, op de daken liggen zonnepanelen, er wordt gebruik gemaakt van warmte-koude opslag in de bodem en er lag een wadi op het terrein.
Vanwege het toenemend aantal leerlingen werd besloten tot de bouw van een bijgebouw, dat in 2021 gereed zou komen. Door deze nieuwbouw is de wadi komen te vervallen.